# Love Coach
Pour plus de détails, voir Fiche technique et Distribution.
Love Coach ou L'Amour en jeu au Québec (titre original : Playing for Keeps) est un film romantique américain réalisé par Gabriele Muccino, sorti en 2012.

## Synopsis
Un professeur de sport doit entraîner une jeune équipe de football dont son fils fait partie, mais il devient déconcentré lorsque les mères de ses recrues assistent aux entraînements.

## Fiche technique
- Titre original : Playing for Keeps
- Titre français : Love Coach
- Titre québécois : L'Amour en jeu
- Réalisation : Gabriele Muccino
- Scénario : Robbie Fox
- Direction artistique : Daniel T. Dorrance, Bob Danyla
- Décors : Kristin Bicksler
- Costumes : Angelica Russo
- Photographie : Peter Menzies Jr.
- Montage : Padraic McKinley
- Musique : Andrea Guerra
- Production : Gerard Butler, Heidi Jo Markel, Kevin Misher, Jonathan Mostow, Alan Siegel, John Thompson
- Sociétés de production : Eclectic Pictures, Evil Twins, Millennium Films, Misher Films, Nu Image Films
- Société de distribution : Millenium Films
- Budget : 35 000 000 $
- Pays d'origine :  États-Unis
- Langue originale : anglais
- Format :couleur — 35 mm — 2,35:1 — Dolby Digital | Datasat
- Genre : Comédie romantique
- Durée : 105 minutes
- Dates de sortie :
  - États-Unis : 7 décembre 2012
  - France : 24 janvier 2014 (directement sorti en DVD)

## Distribution
- Gerard Butler (VQ : Daniel Picard) : George
- Jessica Biel (VQ : Camille Cyr-Desmarais) : Stacie, ex-épouse de George
- Noah Lomax (VQ : Tom-Eliot Girard) : Lewis, fils de George et de Stacie
- Dennis Quaid (VQ : Hubert Gagnon) : Carl
- Uma Thurman (VQ : Nathalie Coupal) : Patti, épouse de Carl
- Catherine Zeta-Jones (VQ : Élise Bertrand) : Denise
- James Tupper (VQ : Claude Gagnon) : Matt, compagnon de Stacie
- Judy Greer (VQ : Julie Burroughs) : Barb
- Iqbal Theba : Param
- Soumaya Akaaboune : Aracelli

 Source et légende : version québécoise (VQ) sur Doublage.qc.ca,